# Odilon Kossounou
Kouakou Odilon Dorgeless Kossounou (* 4. Januar 2001 in Abidjan) ist ein ivorischer Fußballspieler, der beim italienischen Serie-A-Klub Atalanta Bergamo unter Vertrag steht.

## Karriere

### Verein
Der in Abidjan geborene Odilon Kossounou entstammt der Nachwuchsabteilung des lokalen Vereins ASEC Mimosas, die zuvor bereits spätere Größen des Fußballs wie Emmanuel Eboué, Gervinho, Kolo Touré und Yaya Touré herausbrachte. Nachdem er beim berühmten Gothia Cup positiv in Erscheinung getreten war, entschloss er sich, seine weitere fußballerische Laufbahn in Schweden zu verbringen, und unterzeichnete kurz nach seinem 18. Geburtstag am 12. Januar 2019 einen langfristigen Vertrag beim Erstligisten Hammarby IF. Sein Debüt in der höchsten schwedischen Spielklasse bestritt der Innenverteidiger am 1. April 2019 (1. Spieltag) beim 1:1 gegen den IF Elfsborg. Kossounou entwickelte sich rasch zum Stammspieler und erregte schnell die Aufmerksamkeit größerer Vereine.
Ein wenig mehr als einen Monat nach seinem Debüt und nach weiteren vier Ligaeinsätzen sicherte sich der belgische Erstligist FC Brügge vorzeitig seine Dienste. Am 1. Juli 2019 trat er bei den Blauw-Zwart einen Vierjahresvertrag an. Sein Debüt gab er am 18. Oktober 2019 (11. Spieltag) beim 1:0-Auswärtssieg gegen Royal Excel Mouscron. Er schaffte es nicht, in dieser Saison 2019/20 endgültig in die Startelf vorzudringen, und kam wettbewerbsübergreifend auf sieben von 29 möglichen Ligaspielen bis zum Abbruch der Saison infolge der COVID-19-Pandemie sowie ein Pokal- und vier Europapokal-Spielen.
In der nächsten Saison 2020/21 bestritt er 33 von 40 möglichen Ligaspielen, in denen er ein Tor schoss, sowie zwei Pokal- und sieben Europapokalspiele.
Ende Juli 2021 wurde Kossounou vom deutschen Bundesligisten Bayer 04 Leverkusen verpflichtet. Der Spieler einigte sich mit dem Verein über einen Vertrag mit einer Laufzeit bis Mitte 2026. Mitte Mai zog er sich eine Muskelverletzung im rechten Oberschenkel zu und fiel damit bis zum Ende der Saison 2022/23 aus.
Kossounou wechselte im August 2024 auf Basis einer Leihe in die Serie A zu Atalanta Bergamo. Die Italiener verfügten über eine Kaufoption, um Kossounou fest zu verpflichten. Am 13. Juni 2025 wurde bekannt, dass Atalanta Bergamo von der Option Gebrauch macht und Kossounou damit fest verpflichtet.

### Nationalmannschaft
Seine ersten Länderspiele bestritt Kossounou bei den Freundschaftsspielen der Nationalmannschaft der Elfenbeinküste am 8. und 13. Oktober 2020 gegen Belgien und Japan. 2022 nahm er mit der Mannschaft am Afrika-Cup teil und kam in zwei Gruppenspielen zum Einsatz, ehe das Team im Achtelfinale ausschied.
Für den Afrika-Cup 2024 erhielt Kossounou durch Nationaltrainer Jean-Louis Gasset eine Nominierung. Trotz seiner guten Leistungen im Verein war der Leverkusener unter Gasset nicht gesetzt, der in der Gruppenphase auf die Innenverteidiger Evan N’Dicka von der AS Rom und Willy Boly von Nottingham Forest setzte. Kossounou kam in den ersten drei Spielen nicht zum Einsatz. Nachdem die Elfenbeinküste mit drei Punkten hinter Äquatorialguinea und Nigeria turnierweit nur viertbester Tabellendritter geworden war, entließ der ivorische Verband Gasset nach der Gruppenphase und ersetzte ihn durch den ehemaligen Nationalspieler Emerse Faé. Unter Faé war Kossounou Stammspieler, verdrängte Boly auf die Bank und absolvierte drei Spiele in der K.-o.-Phase, wobei er im Viertelfinale die Gelb-Rote-Karte sah und im Halbfinale gesperrt war. Die Elfenbeinküste erreichte das Finale des Turniers, in dem sie Nigeria schlug und Afrikameister wurde.

## Titel

### Nationalmannschaft
- Afrika-Cup-Sieger: 2024

### Vereine
Belgien
- Meister: 2020, 2021
- Supercupsieger: 2021

Deutschland
- Meister: 2024
- Pokalsieger: 2024